# Клейн, Георг
Георг Клейн (Georg Michel Klein; 1776 — 1820) — немецкий философ, последователь Шеллинга.
Профессор философии в Вюрцбурге, старавшийся ввести нравственный элемент в «философию тождества» Шеллинга. Главные сочинения «Beiträge zur Studium d. Philosophie als Wissenschaft des All» (1805), «Ethik als Wissenschaft» (1811), «Anschauungs- und Denklehre» и «Darstellung der philosophischen Religions- u. Sittenlehre» (1818).